# 8861 Дженскандлер
8861 Дженскандлер (8861 Jenskandler) — астероїд головного поясу, відкритий 3 жовтня 1991 року.
Тіссеранів параметр щодо Юпітера — 3,359.